# Pardus (Computerspiel)
Pardus ist ein kostenloses preisgekröntes grafisches Massen-Mehrspieler-Online-Rollenspiel (MMORPG), das mit einem Browser ohne Zusatzprogramme gespielt werden kann. Es ist in PHP und C/C++ geschrieben. Es spielt in einem futuristischen Universum, in dem Spieler interagieren und im Raum konkurrieren. Das Universum ist persistent, das Spiel hat kein spezielles Ziel und der Handel wird von den Spielern gesteuert. Die Spieler reisen durch Hunderte von Sektoren oder Solarsystemen, während sie mit Nicht-Spieler-Charakteren (NPCs) und anderen Spielern handeln, bauen oder kämpfen. Es gibt Dutzende Raumfahrzeugmodelle, die mit verschiedenen Waffen, Rüstungen und anderen Geräten angepasst werden können.
Pardus ist teilweise von klassischen Computerspielen wie Elite, Master of Orion II: Battle at Antares und Hardwar inspiriert. Es wurde von der österreichischen Firma Bayer & Szell OG entwickelt. Im September 2004 wurde eine Alpha-Testversion veröffentlicht, am 1. Oktober 2006 erschien die Open-Beta-Version.

## Spielwelt
Es gibt drei verschiedene Server oder Universen, auf denen die Spieler einen Character erzeugen können. Die Verwendung mehrerer Charactere pro Server ist verboten. Ein Server ist für Premium-Spieler reserviert.
Jedes Universum ist in vier Cluster aufgeteilt. Jeder Cluster besteht aus etwa 20 Sektoren. Drei Cluster sind zu gleichen Teilen den Factions (Fraktionen) zugeteilt, der vierte Cluster ist ein übergroßer Pardus-Sektor mit besonderen NPCs.
Die Sektoren bestehen aus mehreren Feldern, von denen man höchstens einen Ausschnitt von 9 × 7 Feldern (oder 11 × 9 bei Premium-Spielern) in der Space Chart sieht. Die Sektoren sind durch unpassierbare Energieränder begrenzt. Durch sogenannte Wormholes (Wurmlöcher) kann man in andere Sektoren wechseln.
Abhängig vom Typ eines Feldes können verschiedene Rohstoffe (Ressourcen) abgebaut werden: Hydrogen Fuel (Treibstoff) auf normalen Feldern, Energy von Energiefeldern, Nebula Gas von Gaswolken, Ore (Erz) von Asteroidenfeldern und Exotic Matter von Quantensingularitäten. Im Pardus-Sektor gibt es auch den tödlichen Feldtyp Viral Cloud. Die Ressourcen eines Feldes können Werte von 0 bis 500 annehmen. Wenn Rohstoffe abgebaut werden, regenerieren sich die Felder langsam von selber.
Fast in jedem Sektor findet man Planeten und Starbases. Es gibt 6 verschiedene Planetentypen, die unterschiedliche Waren produzieren, wenn sie mit Rohstoffen (meist Energie) versorgt werden. Starbases sind ebenfalls Handelszentren, die auch von Spielern kontrolliert werden können.

## Spielelemente

### Rassen
Die Spieler können zu Beginn des Spiels eine von vier Rassen wählen: Menschen, Rashkir, Ska'ari oder Keldon. Jede Rasse hat spezielle Fähigkeiten. Menschen können z. B. gut Rohstoffe sammeln, Rashkir sind gute Kämpfer. Abhängig von der Rasse beginnt der Spieler das Spiel an einem anderen Startort.

### Fraktionen
Es gibt drei Factions (Fraktionen) im Spiel: die Federation, das Empire und die Union. Jede Fraktion ist auf andere technische Fähigkeiten spezialisiert, die den Mitgliedern Zugang zu einzigartigen Schiffen und besonderer Ausrüstung ermöglicht. Die Namen der Ränge, die ein Spieler erreichen kann, sind in jeder Rasse verschieden. Jede Fraktion kontrolliert einen anderen Cluster und einen Teil des Pardus-Clusters.

### Syndikate
Jeder Spieler kann außerdem einem Syndikat beitreten. The Shadow Syndicate, abgekürzt TSS, ist für Spieler mit einer negativen Reputation (z. B. Piraten) gedacht. Das Esteemed Pilots Syndicate, abgekürzt EPS, vereinigt die Spieler mit einer positiven Reputation. In einen Syndikat kann man im Competency Level aufsteigen und erhält dadurch Zugang zu speziellen Schiffen oder besonderer Ausrüstung.

### Allianzen
Allianzen sind freiwillige Zusammenschlüsse von Spielern. Man kann nur einer Allianz beitreten und mit den Mitspielern durch einen eigenen Chat-Kanal kommunizieren. Von den Mitgliedern einer Allianz kann eine Allianzsteuer in der Höhe von 0 % bis 1 % des Barvermögens (Credits) der Spieler eingezogen werden. Meist wird diese Allianzsteuer an aktive Mitglieder nach einiger Zeit ganz oder teilweise zurückgezahlt.

### Raumschiffe
Es gibt Dutzende Modelle von Raumschiffen, die mit verschiedenen Waffen, Schilden und anderen Geräten ausgestattet werden können. Abhängig von der Spieler-Fraktion, dem Syndikat, dem Fraktionsrang, dem Kompetenzniveau und den Erfahrungspunkten steht dem Spieler unterschiedliche Ausrüstung zur Verfügung. Manche Raumschiffe sind besser für den Handel, andere eher für Angriffe geeignet.

### Planeten
Es gibt sechs Klassen von Planeten, die mit M, I, D, G, R, A bezeichnet werden. Die Klasse eines Planeten bestimmt die Art der Güter, die produziert und benötigt werden. Die Größe eines Planeten wird durch die Anzahl der aktiven Workers bestimmt, die normalerweise zwischen 10000 and 150000 liegt. Von der Größe ist abhängig, wie viele Waren produziert und konsumiert werden.
Auf Planeten können Raumschiffe und Ausrüstungen gekauft und verkauft werden. Rohstoffe und Waren kann man dort kaufen und verkaufen. Die Preise sind dynamisch und hängen von Angebot und Nachfrage ab. In einem Bulletin Board werden verschiedene Mission (Elemenieren von Monstern, Transport von Waren) angeboten, die meist innerhalb einer Zeitspanne erledigt werden müssen und durch Geld sowie Zuwachs an Kompetenz belohnt werden. Auch Spieler können dort für andere Spieler bestimmt Aufgaben anbieten. In einem Bounty Board kann Kopfgeld für andere Spieler ausgesetzt und ein Kopfgeldauftrag angenommen werden.

### Starbases
Es gibt öffentliche Starbases, auch NPC-Starbases genannt, die spielgesteuert sind und ähnliche Funktionen wie Planeten haben. Spieler können auch eigene Starbases bauen. Sie können zu Handelszentren und Reparaturanlagen für Raumschiffe ausgebaut werden. Die Handelspreise auf Starbases sind statisch. Abhängig von der Anzahl der Workers können sie bis zur Stufe 4 ausgebaut werden und dann auch Raumschiffe und Ausrüstung produzieren. Sie können dem Besitzer durch den Verkauf eine beträchtliche Menge an Geld einbringen. Die von Spielern gebauten Raumschiffe oder Ausrüstungen sind in der Regel billiger als die Angebote von Planeten oder NPC-Starbases. Starbases können auch auf andere Spieler übertragen oder mit Gewalt erobert werden.

### Buildings
Buildings sind von Spielern gebaute Produktionsstätten. Abhängig vom Gebäudetyp können sie im leeren Raum, auf Gasfeldern, Asteroidenfeldern oder Energiefeldern errichtet werden. Um die Produktion aufrechtzuerhalten, benötigen sie Rohstoffe (z. B. Energie, Wasser) oder andere Produkte. Für die Errichtung eines Buildings benötigt der Spieler eine gewisse Erfahrung (Experience Points). Der Lagerraum einer Produktionsstätte und die Produktionsgeschwindigkeit kann ausgebaut werden. Die produzierten Waren eines Buildings kann der Spieler selber verkaufen oder anderen Spielern zum Verkauf anbieten. Buildings anderer Spieler kann man auch angreifen und plündern.

## Spielverlauf
Alle Spieler müssen vor Beginn des Spiels ein Tutorial absolvieren, das neben Englisch auf Deutsch, Finnisch, Indonesisch, Italienisch, Niederländisch, Polnisch, Portugiesisch, Slowenisch, Spanisch und Ungarisch verfügbar ist.
Nach dem Tutorial wählt man eine Rasse und einen Startcluster aus. Im Spiel erfordert jede Aktion eine bestimmte Anzahl von Action Points (oder APs), die sich mit einer Rate von 24 APs alle 6 Minuten bis zu einem Maximalwert von 5000 (5500 bei Premium-Spielern) regenerieren. Dies verhindert, dass Spieler durch eine lange Verweilzeit im Spiel einen Vorteil gegenüber anderen Spielern erlangen.
Durch Handel, den Kauf von Rohstoffen und den Transport zu Planeten, Starbases oder Buildings, wo sie zu einem höheren Preis verkauft werden können, verdient man als Spieler Geld. Durch das Vernichten von Monstern verbessern sich die Kampfattribute eines Charakters, das Sammeln von Rohstoffen verbessert das Sammelattribut. Außerdem erhöhen sich durch diese Aktionen die Kompetenz und der Rang eines Spielers. Dieser Fortschritt ermöglicht den Kauf besserer Schiffe und besserer Ausrüstung. Im fortgeschrittenen Spielstadium kann man auch eigene Buildings oder Starbases errichten.

## Auszeichnung
Pardus bekam 2005 den Best Free Online RPG award von GameOgre.

## Studie über Soziale Netzwerke
Die anonymen Daten von Pardus-Spielern waren Grundlage einer Studie über Soziale Netzwerke, in der positive und negative Beziehungen zu anderen Spielern untersucht wurden.